# Арсланов, Ильдар Ринасович
Ильда́р Рина́сович Арсла́нов (род. 6 апреля 1994, Агидель, Башкортостан) — российский шоссейный велогонщик, начиная с 2011 года выступает в гонках континентального тура. В составе таких команд как «Итера-Катюша» и «Русвело» неоднократно становился победителем и призёром всероссийских и международных соревнований. Представляет Тюменскую область, мастер спорта.

## Биография
Ильдар Арсланов родился 6 апреля 1994 года в городе Агидели Республики Башкортостан. Активно заниматься велоспортом начал в раннем детстве, проходил подготовку в местной детско-юношеской спортивной школе и в тюменском центре спортивной подготовки, в разное время тренировался под руководством таких специалистов как А. С. Алексеев, М. В. Силин, И. С. Казанцев.
Первого серьёзного успеха в шоссейном велоспорте добился в 2011 году, когда в групповой дисциплине стал чемпионом России среди юниоров и принял участие в многодневной гонке «Джиро ди Базиликата» в Италии, где трижды попал в число призёров и в итоговой генеральной классификации расположился на первой строке.
Год спустя выиграл всероссийское юниорское первенство сразу в двух дисциплинах: в групповой гонке и в индивидуальной гонке с раздельным стартом. Помимо этого, одержал победу в престижной веломногодневке «Льеж — Ля Глез» в Бельгии, взял серебро на втором этапе «Гран-при Рублиленд» в Швейцарии, занял третье место на третьем этапе и в генеральной классификации в юниорской версии «Велогонки Мира», показал девятый результат на «Туре Истрии» в Хорватии, пытался повторить прошлогодний успех на «Джиро ди Базиликата», но на сей раз стал вторым, пропустив вперёд словенца Матея Мохорича.
В 2013 году Арсланов занял пятое место в многодневной гонке «Гран-при Адыгеи», после чего присоединился к российской команде континентального тура «Итера-Катюша». Выиграл четвёртый этап «Джиро Вале д’Аоста», финишировал пятым на стартовом этапе «Ронд де л’Изард». На сезон 2015 года подписал контракт с профессиональным клубом «Русвело».

## Выступления
2011
1-й  Чемпионат России среди юниоров в групповой гонке
1-й Giro di Basilicata
2012
1-й  Чемпионат России среди юниоров в групповой гонке
1-й  Чемпионат России среди юниоров в индивидуальной гонке
1-й Aubel-Thimister-La Gleize
2-й Grand Prix Rüebliland
3-й Giro di Basilicata
3-й Велогонка Мира U-23
2013
5-й Гран-при Адыгеи
2014
1-й Этап 4(ТТТ) Tour de la Vallée d'Aoste
2015
7-й GP Capodarco
9-й Trofeo Banca Popolare di Vicenza
2016
5-й Тур Азербайджана
1-й  Молодёжная квассификация
2017
5-й Тур Турции
2018
3-й Адриатика–Ионика
9-й Тур Словении
2019
8-й Трофео Лайгуэлья